# 神戸大橋 (岐阜県)
神戸大橋（ごうどおおはし）は、岐阜県安八郡神戸町にある揖斐川に架かる岐阜県道212号大垣大野線の桁橋である。212号はこの橋開通までは平野庄橋をルートとしていた。
神戸町のうち、西座倉地区のみが揖斐川の左岸である。揖斐川右岸の神戸町新屋敷と左岸の神戸町西座倉を結ぶ。
この橋は1960（昭和35）年に西座倉地区が神戸町に編入された際、神戸町で唯一揖斐川東岸となる西座倉地区が編入の条件に挙げたものである。編入から30年後、平野庄橋の架け替えから9年後にして、ようやく実現した。

## 概要
- 供用：1990年（平成2年）
- 延長：464m

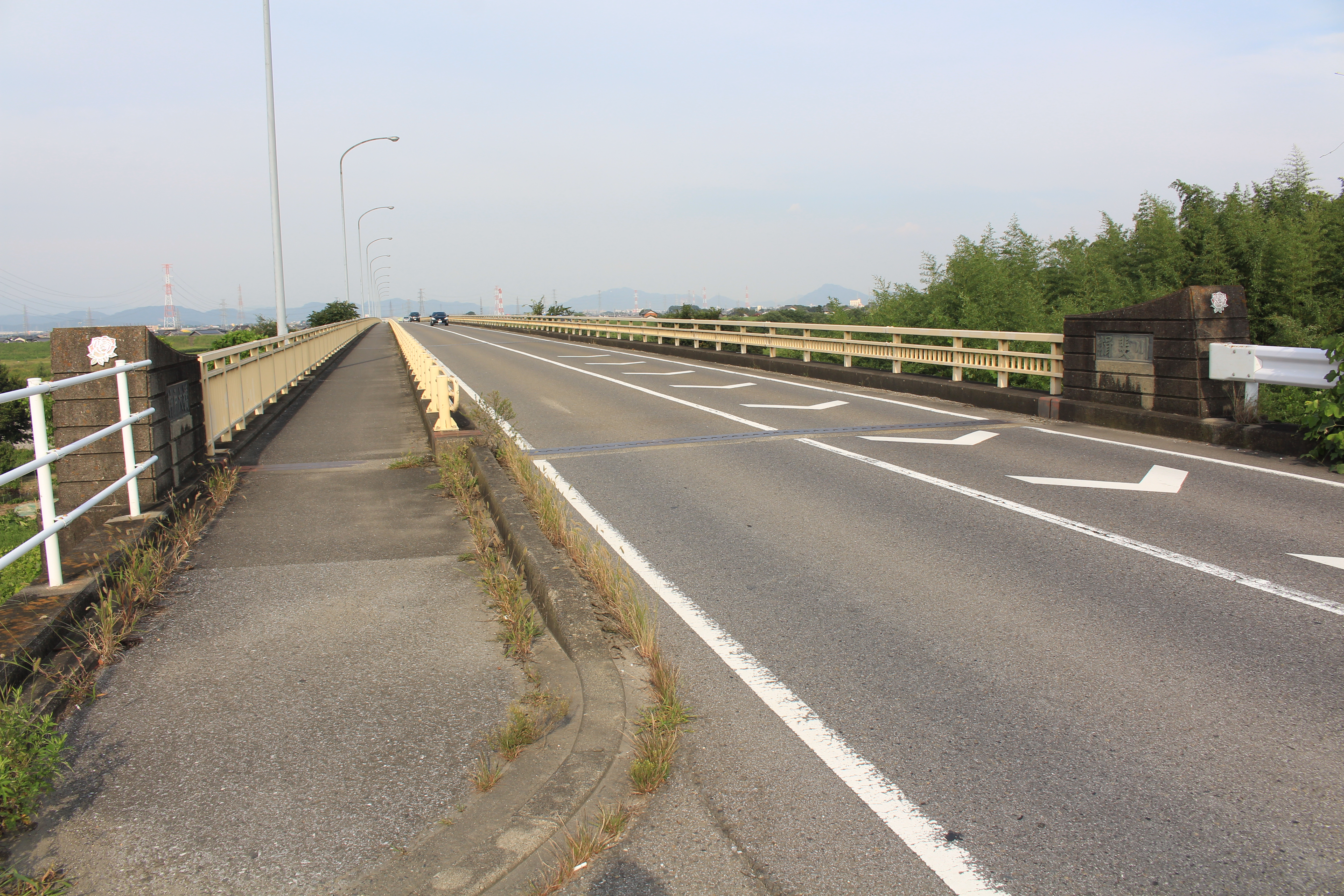
西側の右岸から望む神戸大橋